# Rue Grodzka
La rue Grodzka (en polonais Ulica Grodzka) est l'une des plus anciennes rues de Cracovie. Elle faisait partie de la route commerciale menant du sud au nord. Avant la création de Cracovie, c'était une route partant de la Hongrie et de la République tchèque vers la Mazovie et la Grande Pologne : elle était partie de la Route Royale, empruntée par les rois polonais en route vers le Wawel. Son nom apparaît déjà dans les documents municipaux de la seconde moitié du XIIIe siècle.
La rue commence à l'une des extrémités de la place du Marché principal et se dirige vers le sud. 

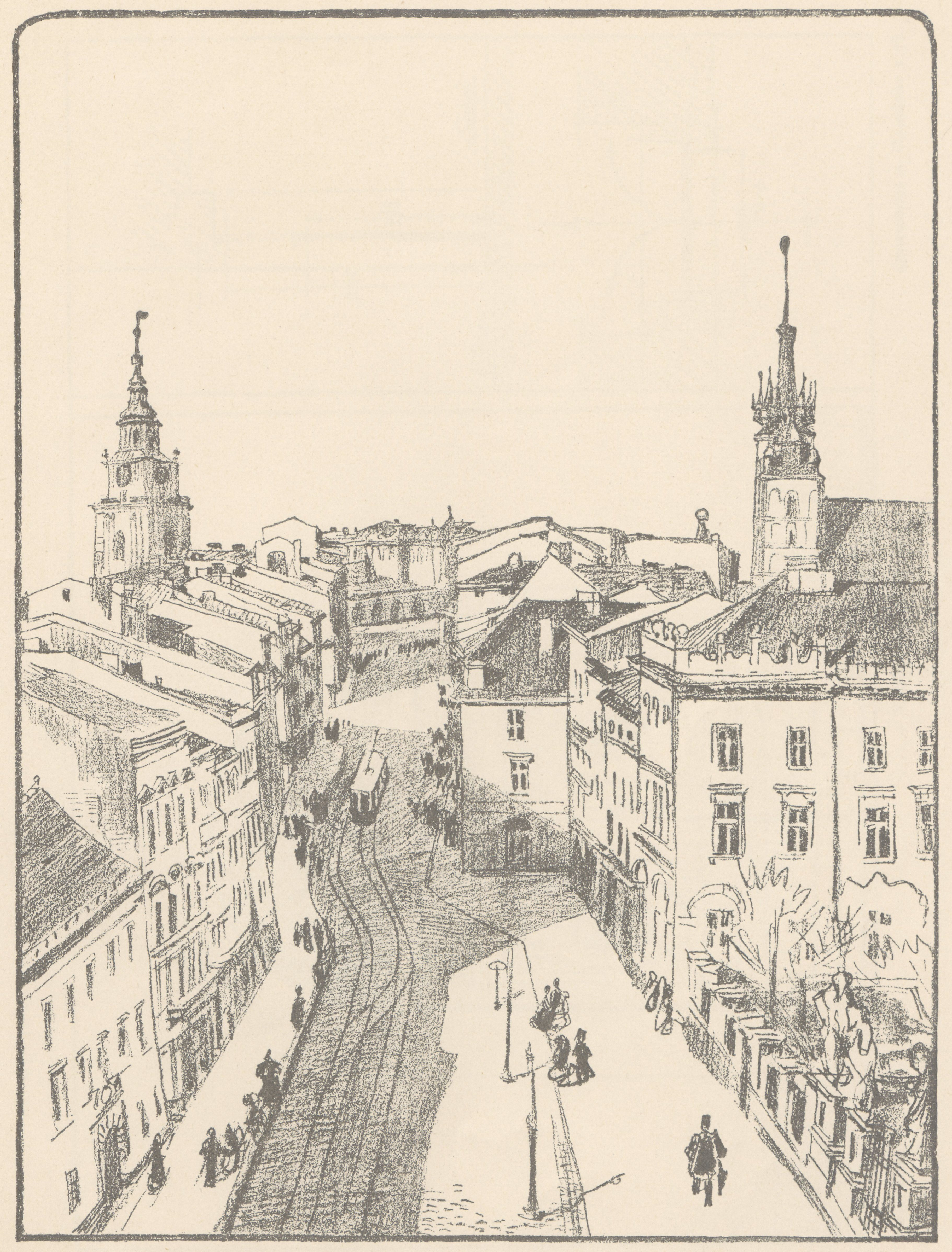
Vue de la rue Grodzka depuis la tour de l'église St André dans un dessin du début du Xe siècle

Sur la place à l'angle des rues Grodzka et Podzamcze, se trouvait autrefois une salle capitulaire appelée « Dębno ». A la fin du XIXe siècle, à la suite du développement rapide et chaotique du développement urbain, un immeuble appelé « Dębno » a été construit à cet endroit (alors au n° 71), dont le nom faisait référence à l'ancien bâtiment. Le bâtiment impressionnant, massif et à deux étages couvrait la rue sur le côté. L'immeuble « Dębno » a cessé d'exister vers 1940/1941, lorsque les autorités d'occupation allemandes ont commencé à mettre en œuvre leur concept d'assainissement des environs du Wawel.
La rue Grodzka est le premier élément de l’ancienne route hongroise. Son prolongement est la rue Stradomska.

## Bâtiments
Numéro 1 – Immeuble Celestyńska.
Numéro 3 – ancienne imprimerie de Mikołaj et Jan Szarffenberg (fondée en 1570)
Numéro 9 - Jadwiga a vécu dans cette maison au XVe siècle - la sœur de Veit Stoss, sculpteur et créateur de l'autel de Sainte-Marie. Après l'incendie de 1850, cet immeuble a été agrandi et relié à la maison voisine.
Numéro 15 – la maison appartenait à un peintre de Cracovie du tournant des XVIIIe et XIXe siècles, Michał Stachowicz, illustrateur d'événements historiques de l'époque de l'insurrection de Kościuszko, créateur de portraits de célébrités de Cracovie et décorateur de nombreux intérieurs. Au-dessus du portail se trouve une plaque commémorative de Stachowicz, réalisée par Karol Hukan.
Numéro 22 - dans cette maison l'actrice Helena Modjeska est née en 1840. Une plaque commémorative a été placée sur la façade du bâtiment à l'occasion du centième anniversaire de sa naissance.
Numéros 28/30 - dans l'annexe de l'immeuble se trouve la Maison de Prière Mordechai Tigner.
Numéro 32 - Podelwie conserve l'emblème de la maison, une sculpture en pierre représentant un lion du XVe siècle, sur la façade au-dessus du portail. Comme l'écrit Ambroży Grabowski : Cette enseigne et le nom de la maison sont très anciens, car déjà on en parle dès 1431, et cette sculpture galbée a sans doute été réalisée à Cracovie  .
Maison n°38 – Pod Elefanty avec les emblèmes d'un éléphant et d'un rhinocéros. Au rez-de-chaussée, dans les locaux du magasin, se trouvent des plafonds en bois polychrome du XVIIIe siècle bien conservés. 
Numéro 39 – Maison de Wit Stwosz. Dans ce bâtiment, dans la seconde moitié du XVe siècle, se trouvait l'atelier de sculpture de Veit Stoss.
Numéro 40 - Le palais Stadnicki présente une façade décorée dans le deuxième style rococo du milieu du {{s-[XIX}}.
Numéro 52 - L'ancien collège des Jésuites, construit dans le premier quart du XVIIe siècle. Les Jésuites y établirent une école concurrente de l'université Jagellonne. Après la dissolution de l'ordre en 1773, les bâtiments du Collegium furent occupés à des fins publiques. Dans les années 1815-1846, c'était le siège du Sénat de la Ville libre de Cracovie, plus tard le bâtiment fut utilisé par le Tribunal provincial, il abrite actuellement le Collegium Broscianum de l'université Jagellonne.
Numéro 53 – Le Collegium Iuridicum remonte à la fin du XIVe siècle. En 1403, le bâtiment fut acheté par l'université de Cracovie pour abriter la Faculté de Droit. Le Collège a été reconstruit en 1719 et la façade baroque du bâtiment avec un portail en pierre remonte à cette époque. A l'intérieur se trouve une cour à quatre côtés, entourée d'un cloître à arcades du XVIIe siècle. De nombreux détails architecturaux ont été conservés, comme les portails et les encadrements de fenêtres gothiques.
Église Saints-Pierre-et-Paul de Cracovie – elle a été le premier édifice baroque de Cracovie, à l’emplacement d’un petit temple gothique incendié en 1455. La construction de l'église commença en 1596 sous la direction de Joseph Britius, pour l'ordre des Jésuites arrivé à Cracovie en 1583. C'est l'architecte du roi Sigismond III Vasa, Jean Trevano de Lombardie, qui a finalement achevé la construction dans les années 1605-1619. Le plan et les façades de l'église sont calqués sur les églises romaines jésuites baroques du Gesù et de Sant'Andrea della Valle. Comme ses modèles romains, l'église de Cracovie a été construite sur un plan en croix latine et, sur les bas-côtés, deux séries de chapelles reliées entre elles ont été construites. L'intersection de la nef et du transept était recouverte d'une grande coupole. L'intérieur de l'église est décoré de stucs réalisés entre 1619 et 1633 par l'artiste italien Giovanni Baptiste Falconi.
Dans le tambour de la coupole, dans les niches, se trouvent les statues dorées des quatre évangélistes, œuvre de Falconi. Au milieu du presbytère, au sol, se trouve la pierre tombale de Piotr Skarga, jésuite et prédicateur de la cour royale.
Numéro 54 – L’église Saint-André, adjacente au temple des Jésuites, a probablement été fondée vers 1086 par le prince Ladyslas Herman et son épouse Judith, comme ex-voto à l'occasion de la naissance de leur fils Bolesław. Il s'agit d'une basilique romane à trois nefs avec une nef transversale. Sur la façade ouest se trouvent deux tours élancées. La loggia tripartite dans la partie supérieure de la façade, ainsi que les fenêtres ajourées des tours jumelles, ajoutent de la légèreté à cette partie de l'église. Les meurtrières étroites visibles prouvent également le caractère autrefois défensif du bâtiment. Le trésor de l'église contient des crèches gothiques, l'une des plus anciennes d'Europe, une peinture en mosaïque byzantine du XIIIe siècle, des broderies et des tissus décoratifs.
En 1316, des bâtiments conventuels pour les Clarisses furent construits à côté de l'église. En 1241, les habitants d'Okół se sont réfugiés à Saint-André et ont survécu au siège de l'invasion tatare.
Numéro 58 – Église Saint-Martin de Cracovie construite au XVIIe siècle sur l'emplacement de l'ancienne église romane du XIIe siècle, fondée par Piotr Włostowic. Le temple baroque actuel a été construit pour l'ordre des Carmes déchaux par l'architecte de la cour royale Giovanni Trevano. En 1816, l'église fut cédée à la commune évangélique de Cracovie, fondée en 1555. Dans le maître-autel, une peinture décorative de Henryk Siemiradzki de la fin du {{s-[XIX}} mérite l'attention.
Numéro 60 - un immeuble construit en 1871 sur un terrain vide. Le manoir Odrowąż se trouvait à cet endroit au XVIe siècle. Anna Odrowążowa a temporairement loué sa résidence à, Mikołaj Rej, qui vivait ici à 1541-1569.
Numéro 65 - Immeuble de rapport construit au XVIIe siècle, reconstruit dans le style classique au XIXe siècle.
Numéro 64 - L'arsenal de Ladislas IV dans le style baroque primitif remonte à 1643. Reconstruit et surélevé en 1898, Il fut le siège de l'Institut de géographie de l'université Jagellonne et depuis 2005 de la Faculté d'études polonaises.
Numéro 67 – l'église Saint-Gilles a été construite au début du XIVe siècle. Le petit temple gothique et les maisons basses voisines du XVIIe siècle créent une ruelle pittoresque entourée de verdure sous le massif des murs du Wawel. Il y a une croix commémorant le massacre de Katyn sur la place devant l'église.

## Galerie

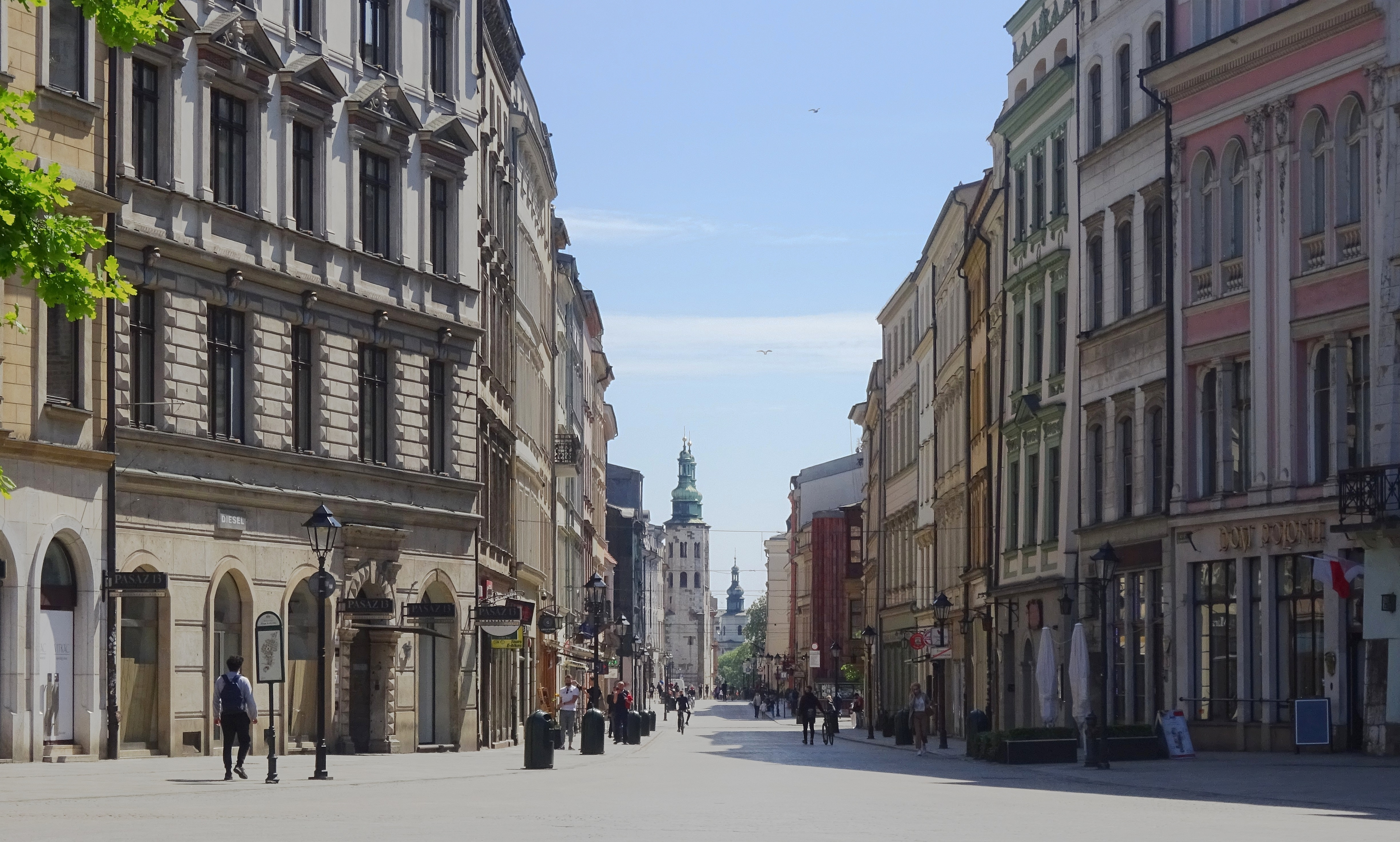
Vue de la place du Marché Principal vers le sud.
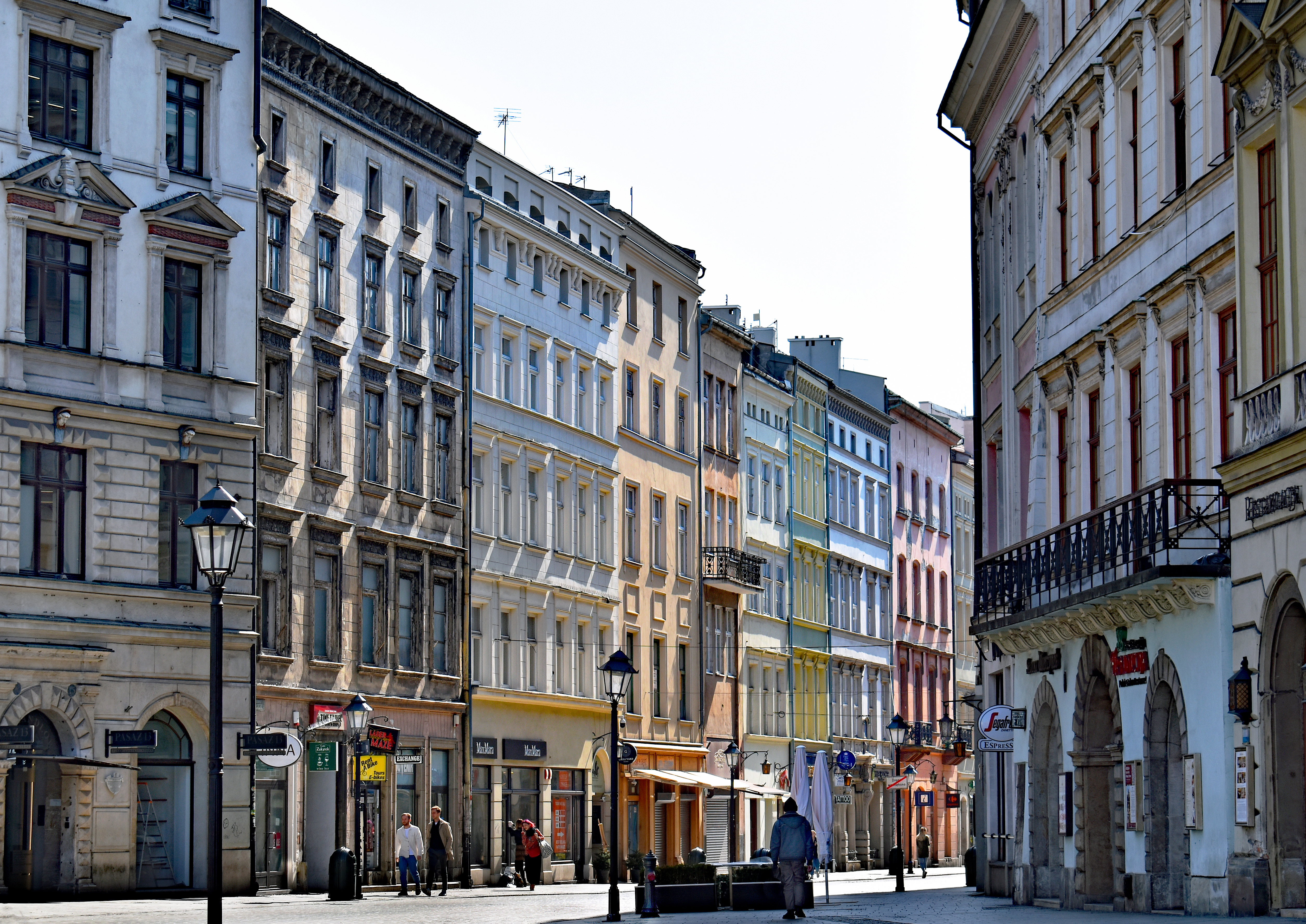
Façade est, côté des numéros pairs à partir du n°2.
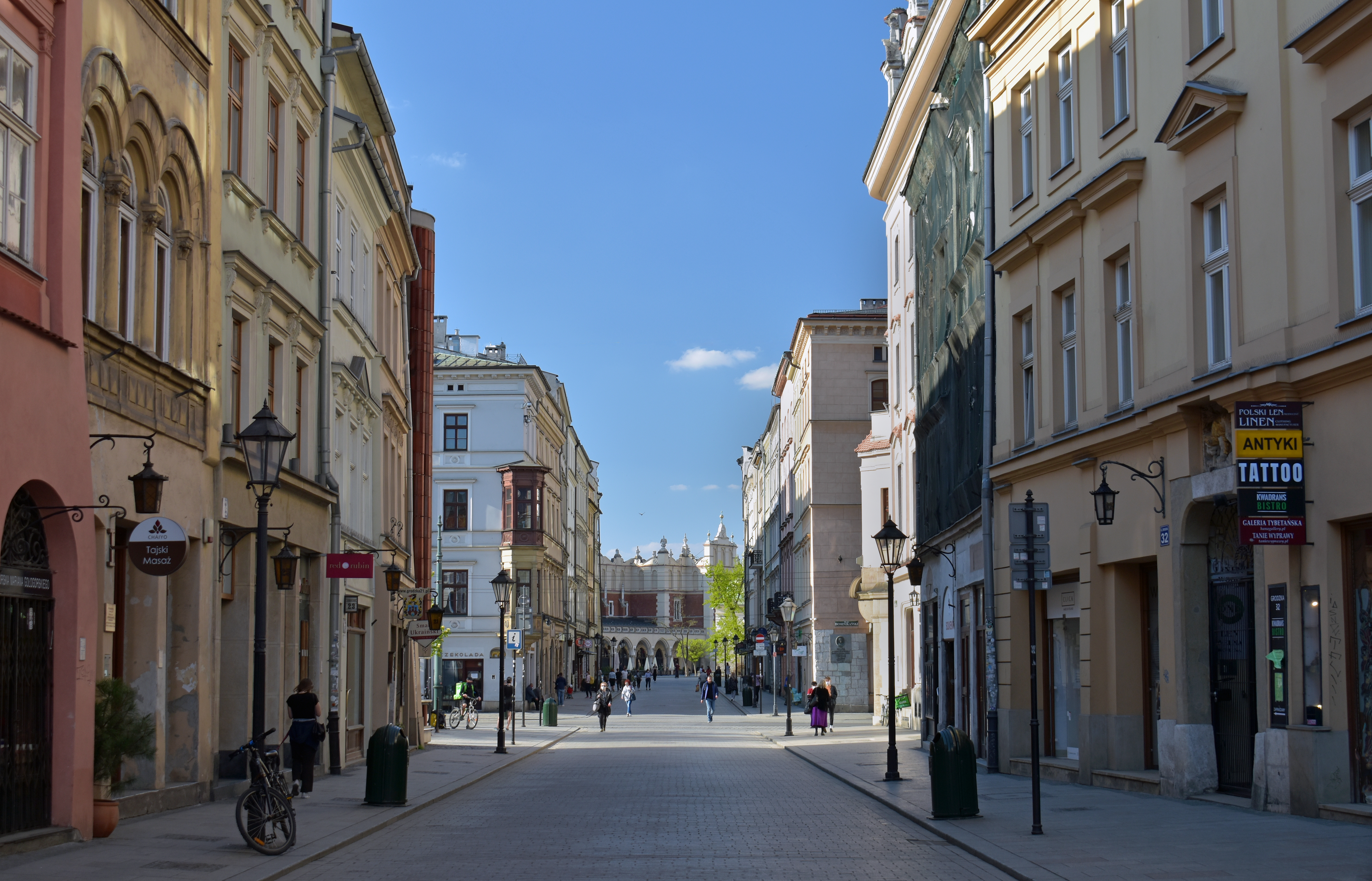
Vue depuis le carrefour avec la rue Poselska vers le nord.
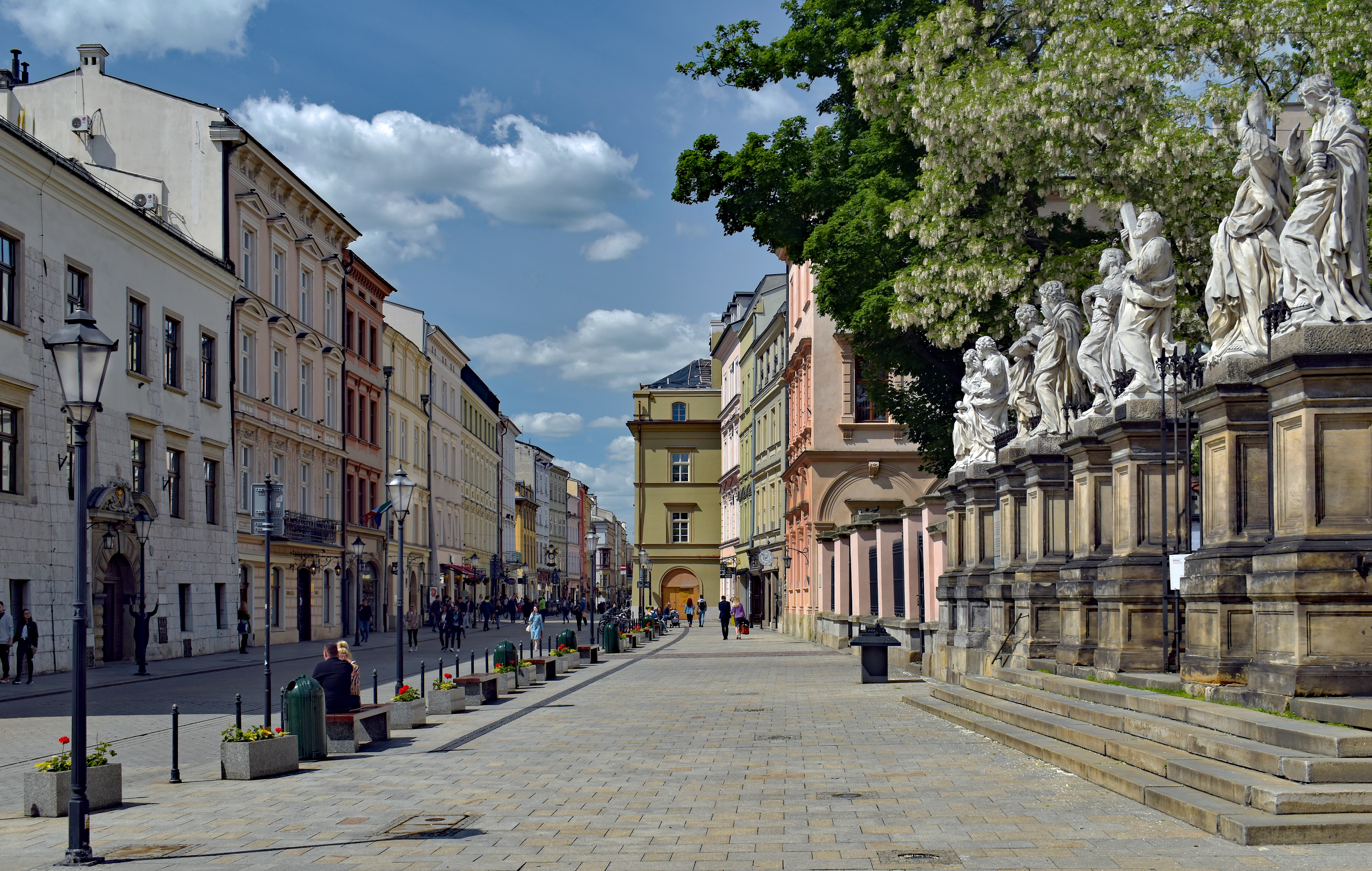
Vue vers le nord.
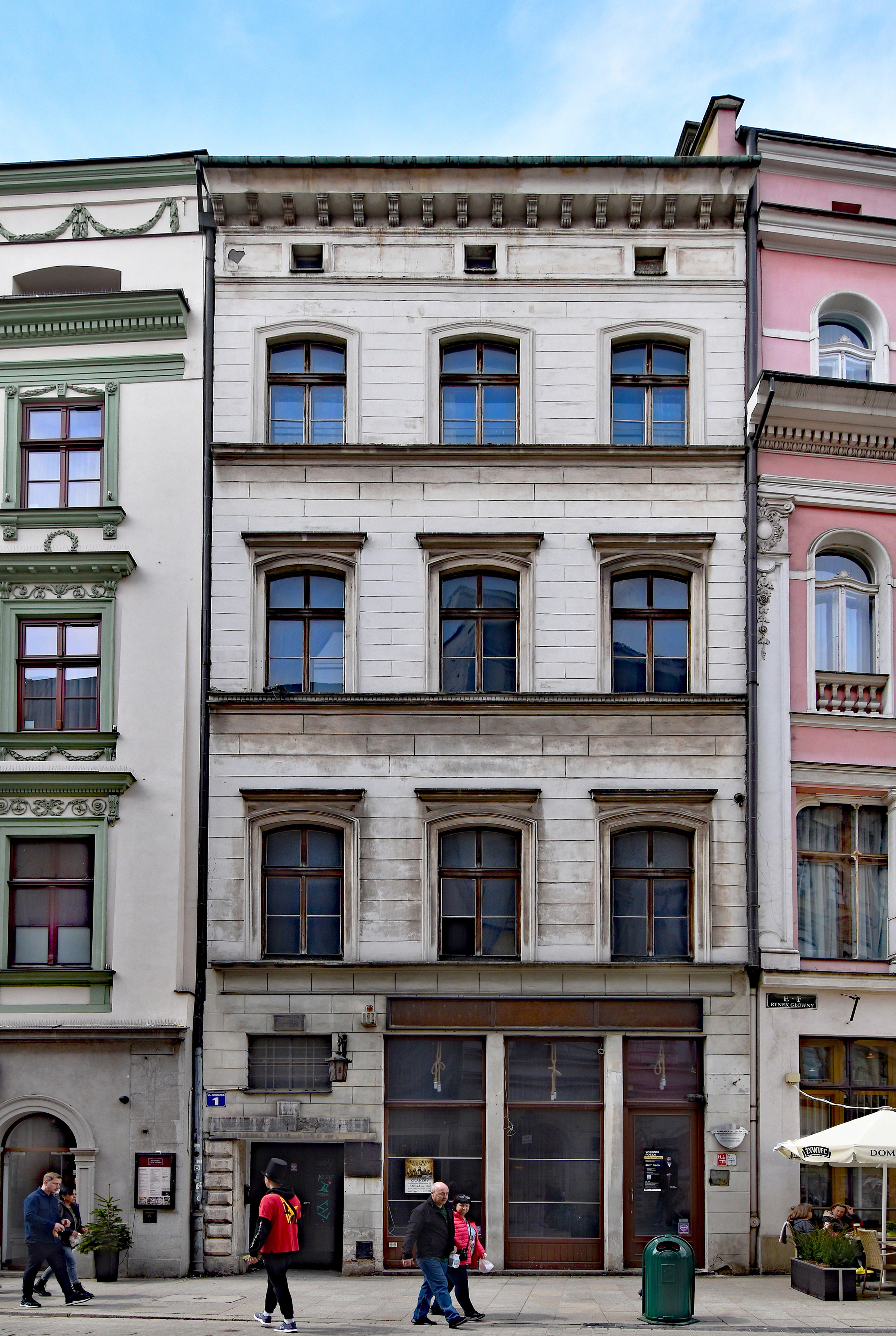
1 rue Grodzka, Immeuble Celestyńska
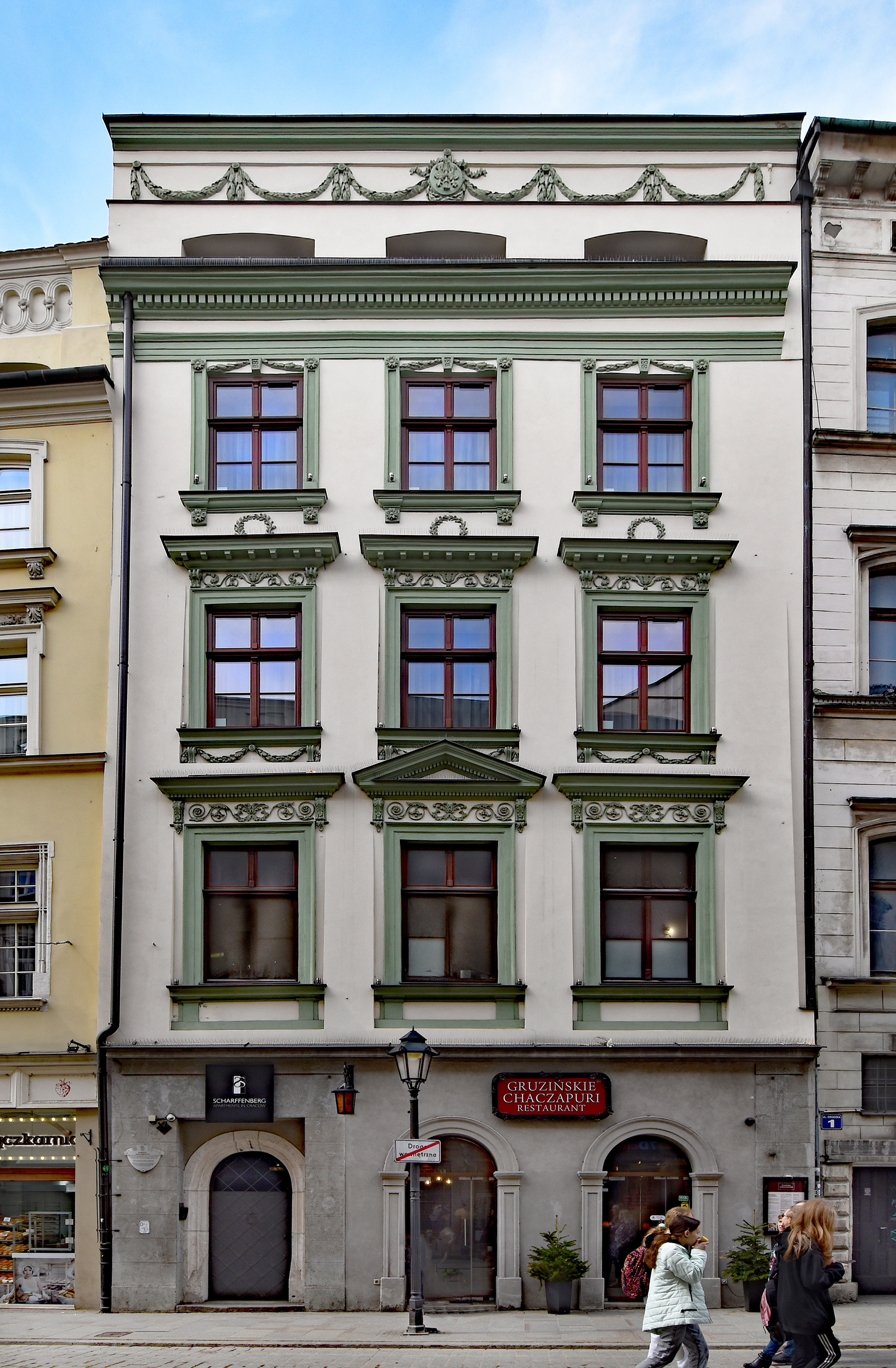
3 rue Grodzka, Immeuble Szarffenbergów
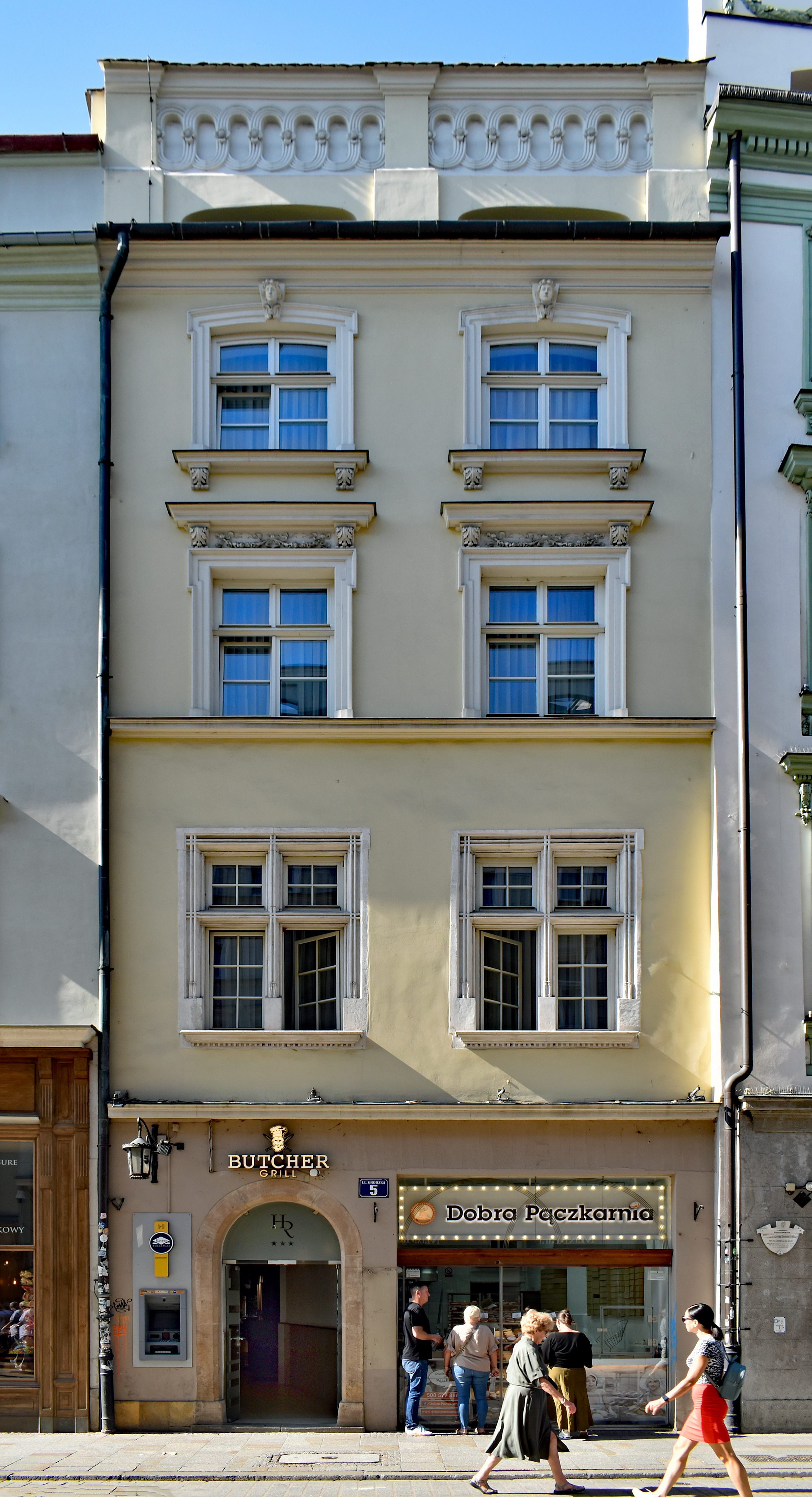
5 rue Grodzka, Immeuble
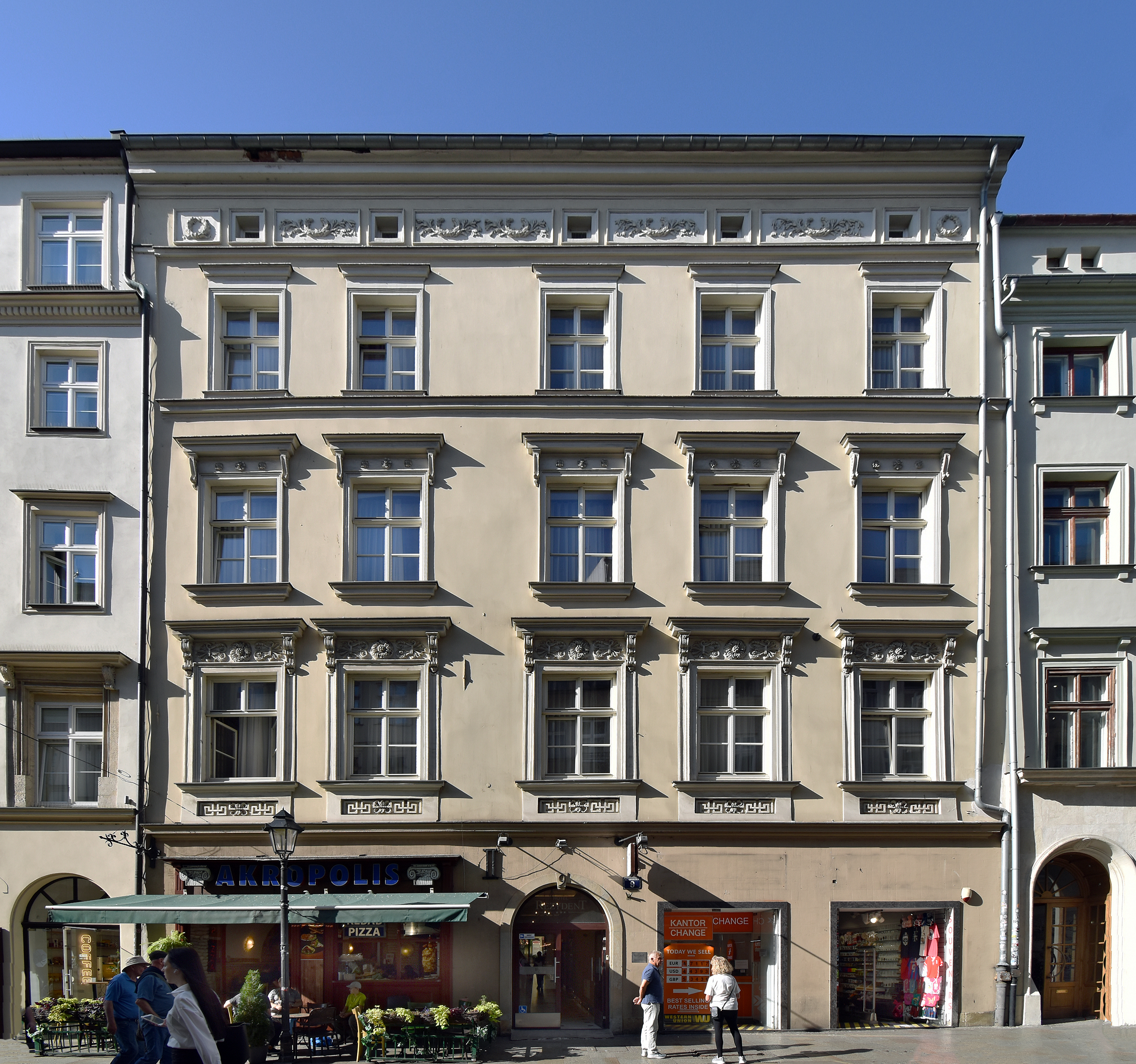
9 rue Grodzka, Immeuble Jaschkego
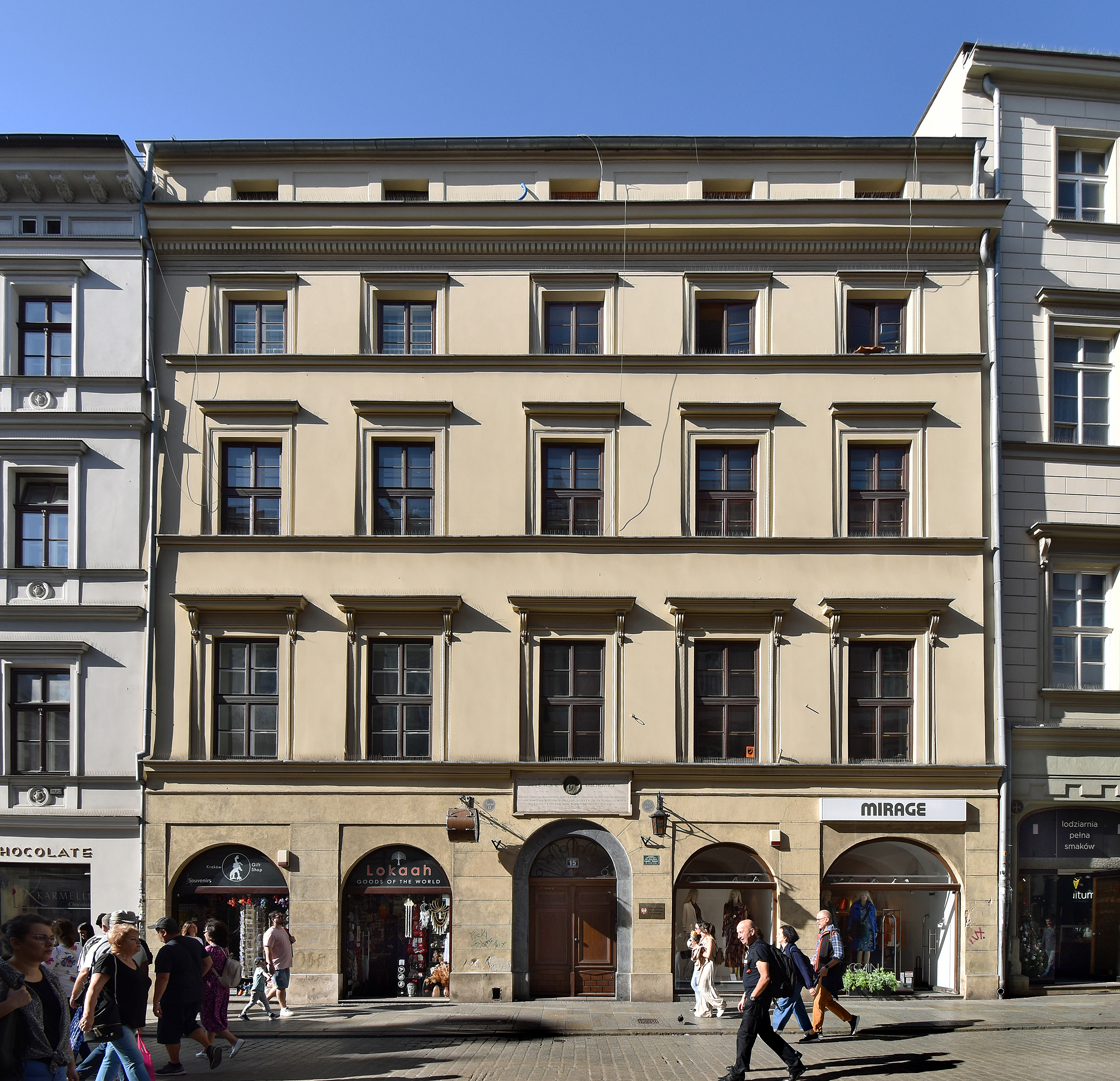
15 rue Grodzka, Immeuble Michała Stachowicza
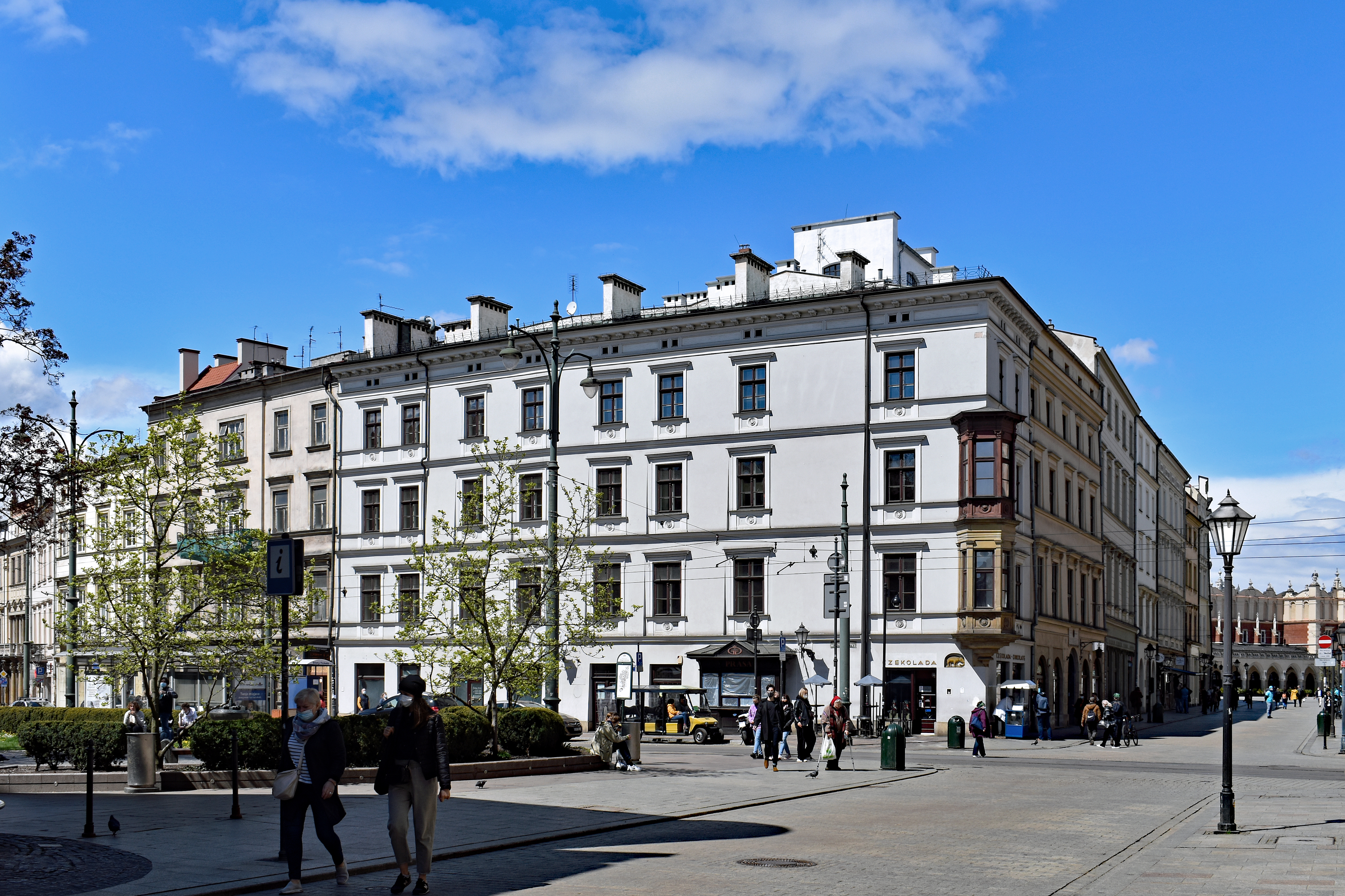
17 rue Grodzka, Immeuble Pod Złotym Słoniem
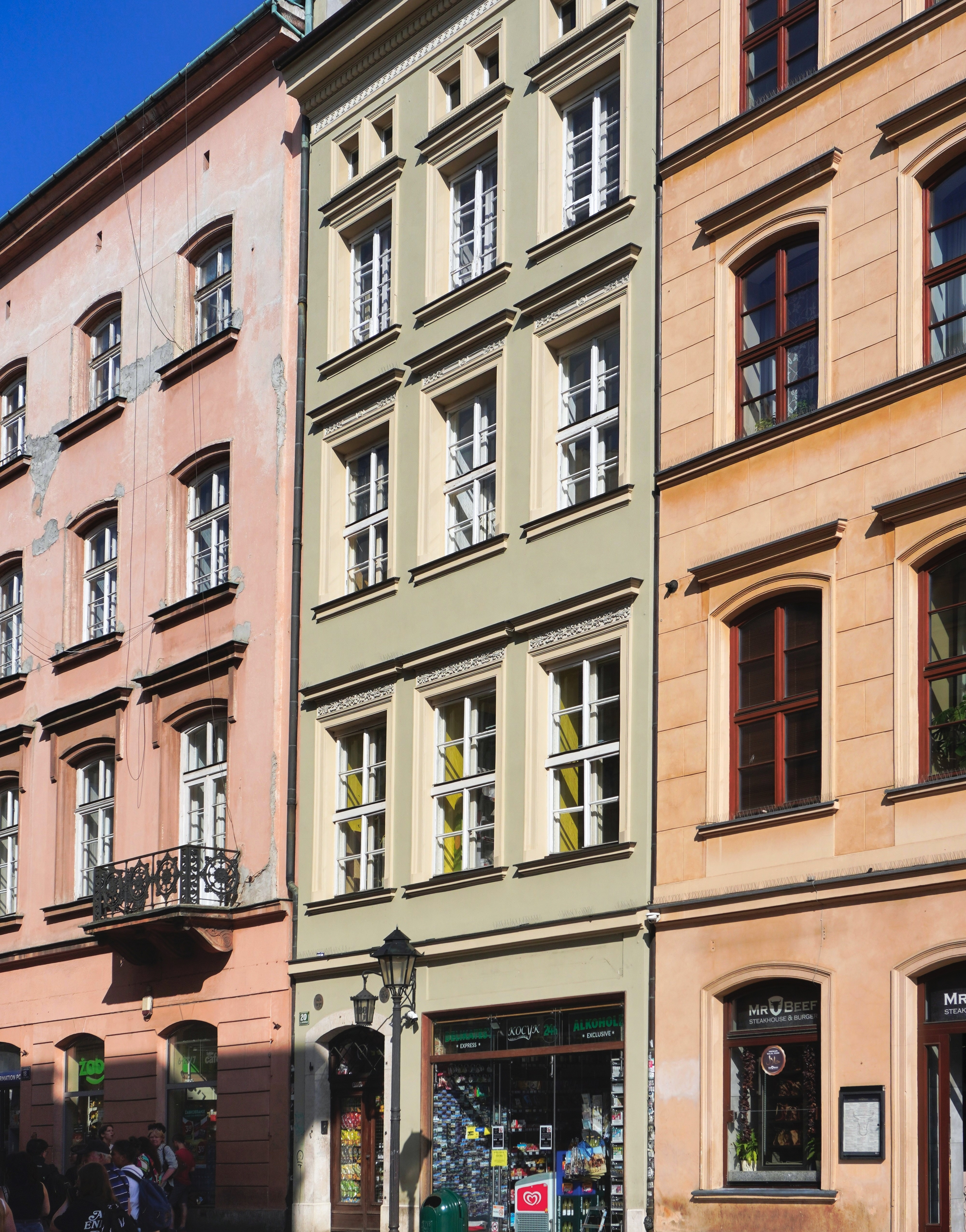
20 rue Grodzka, Immeuble
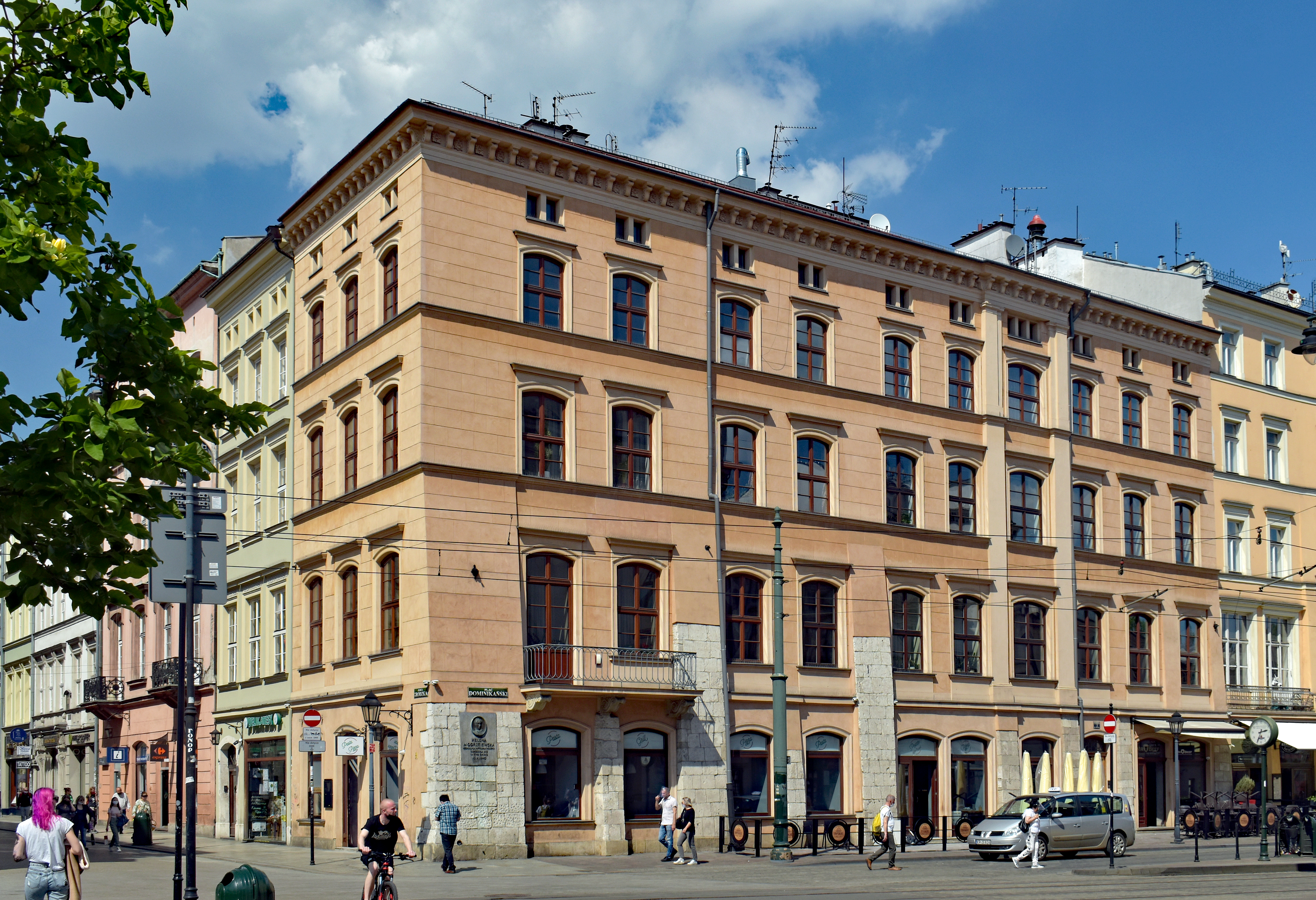
22 rue Grodzka (1 place Dominikański) Immeuble où est née Helena Modrzejewska
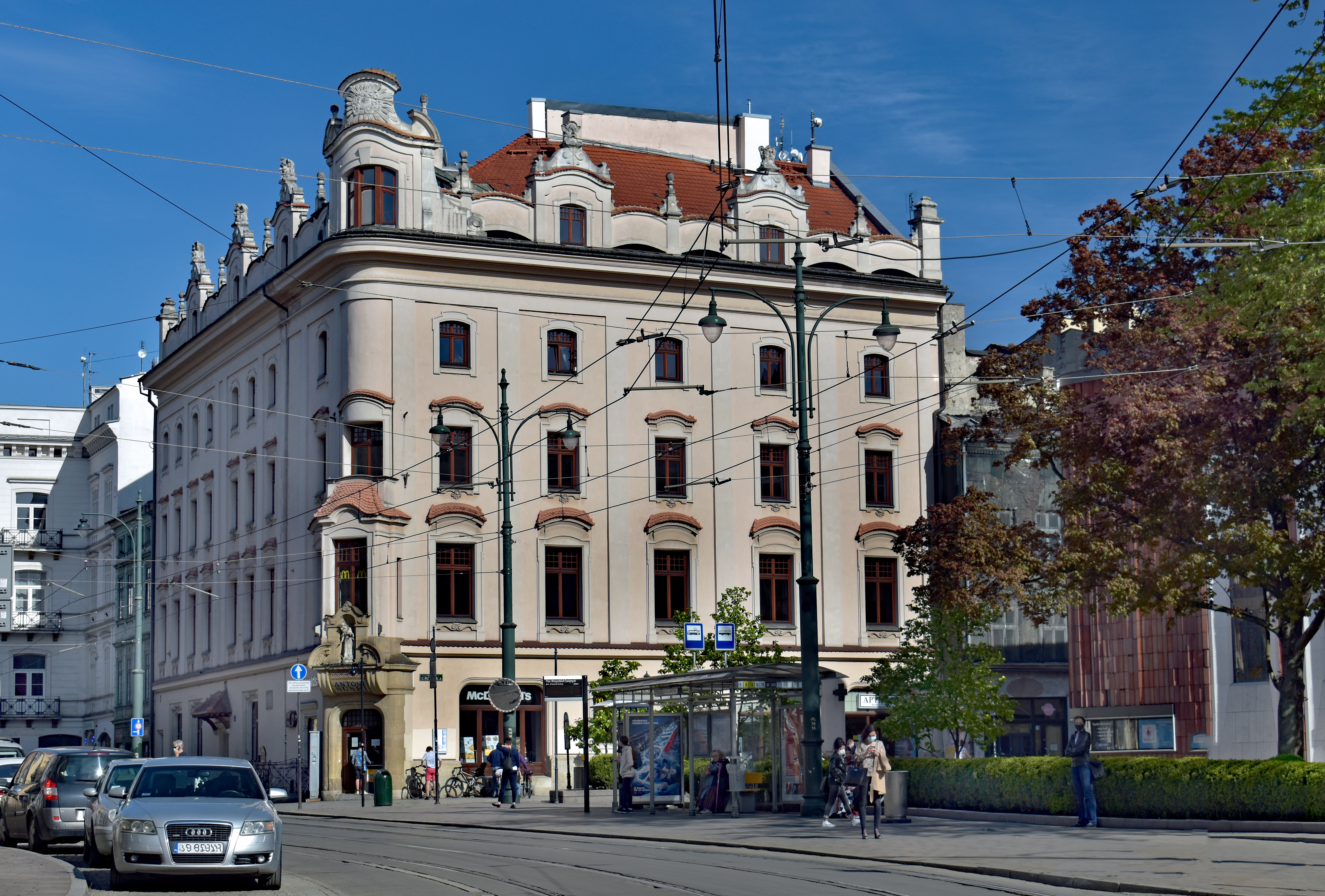
24–26 rue Grodzka, Maison Suski
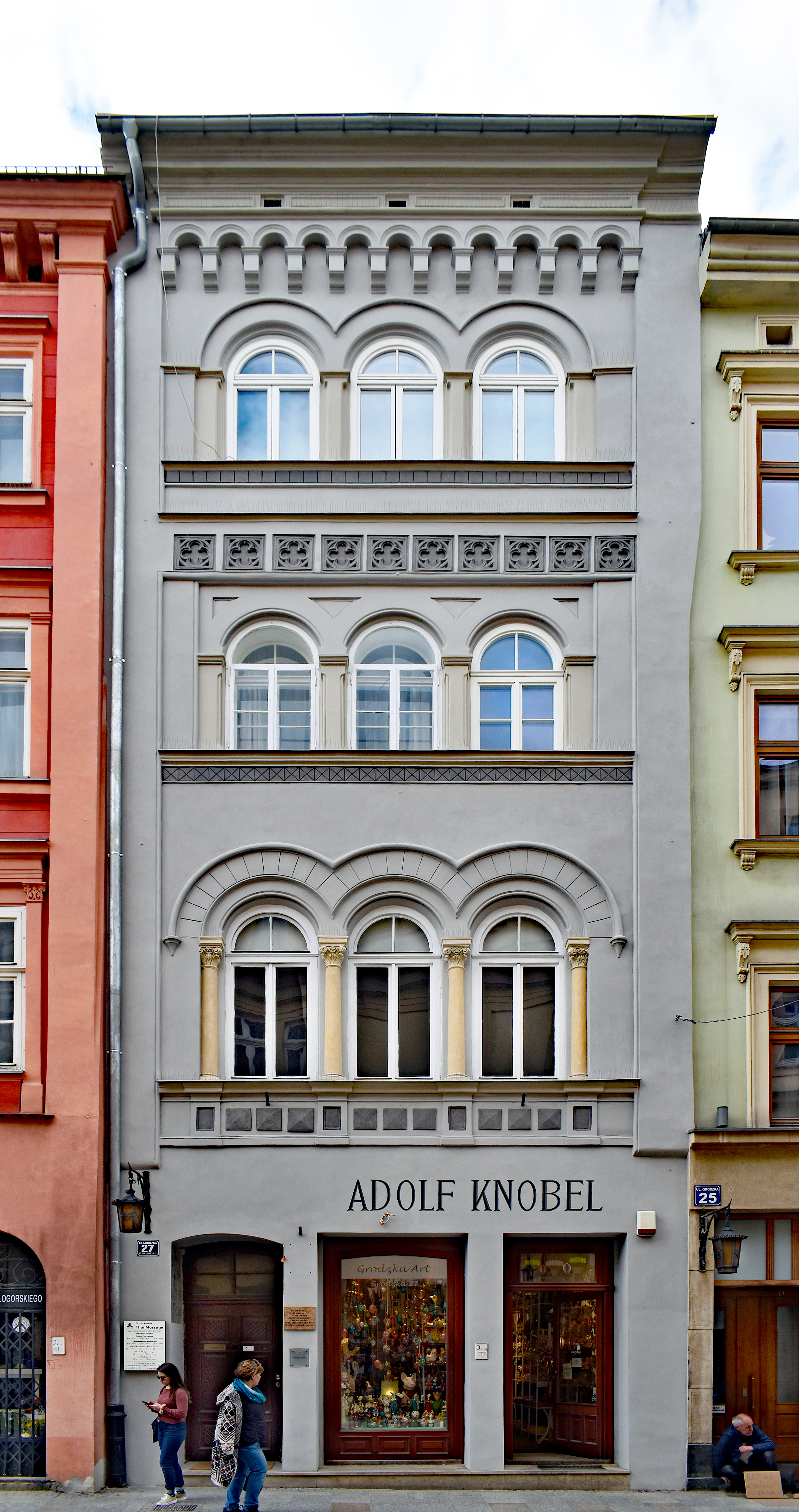
27 rue Grodzka, Immeuble
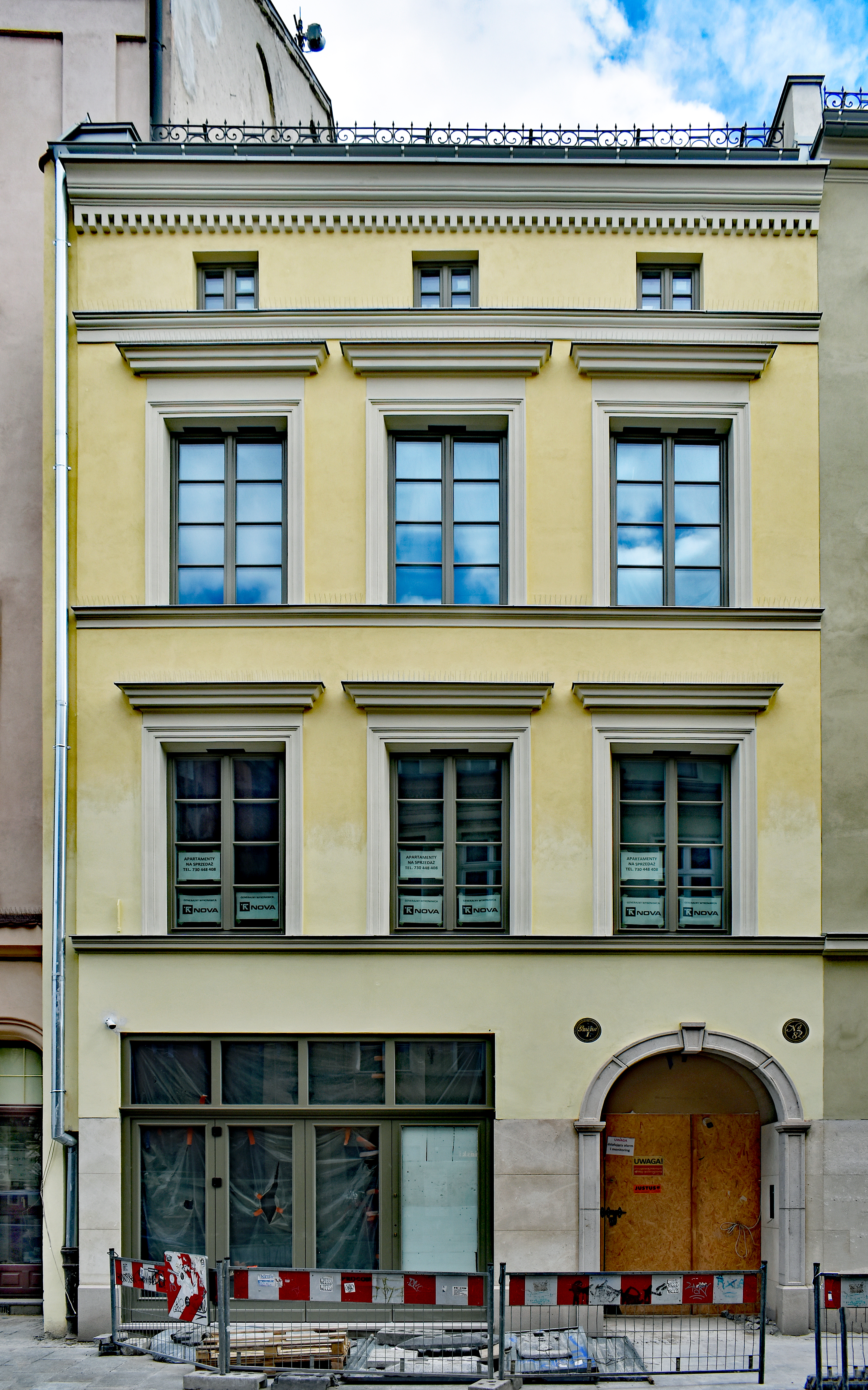
28 rue Grodzka, Immeuble
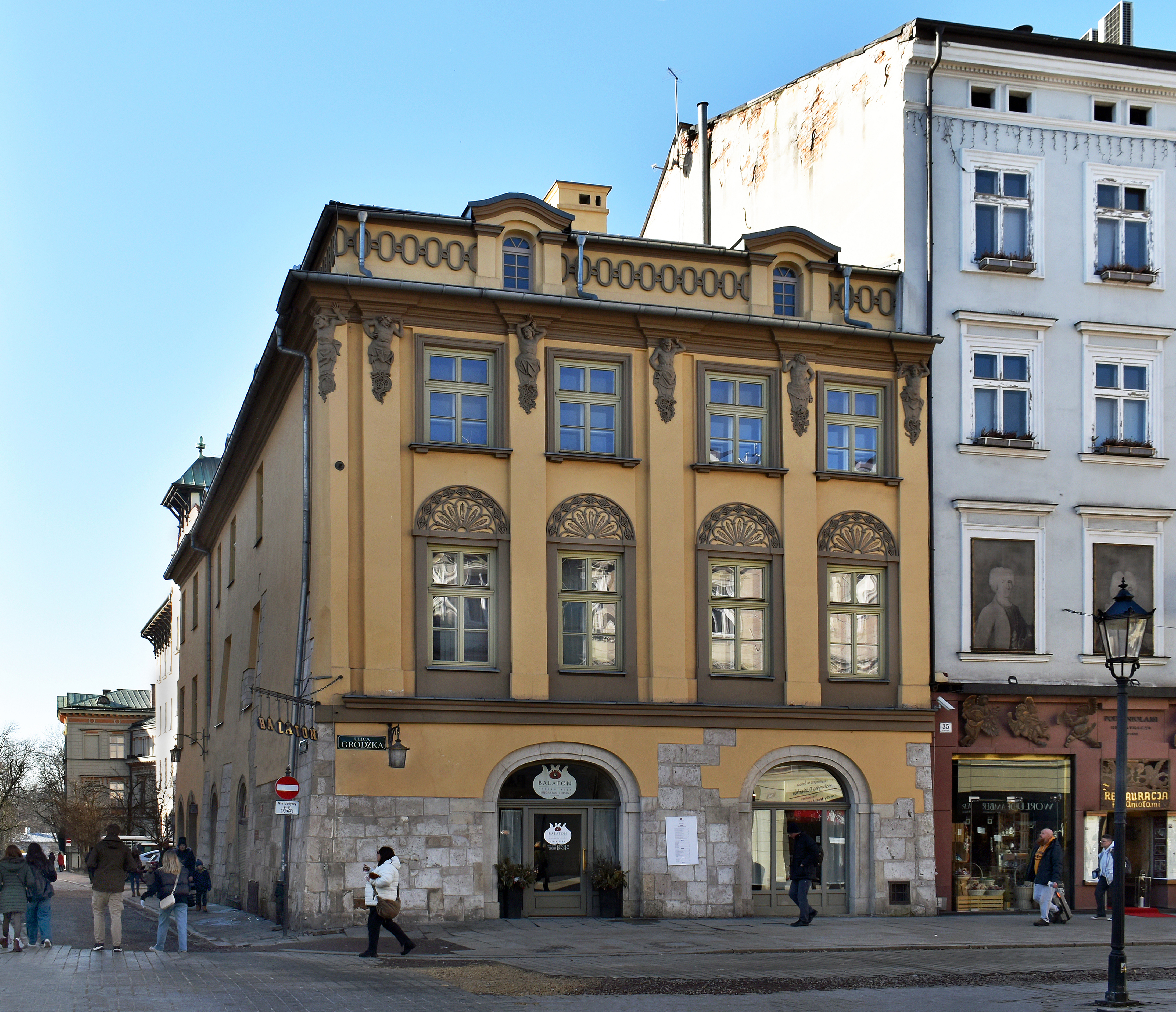
37 rue Grodzka, Immeuble Pipanowska
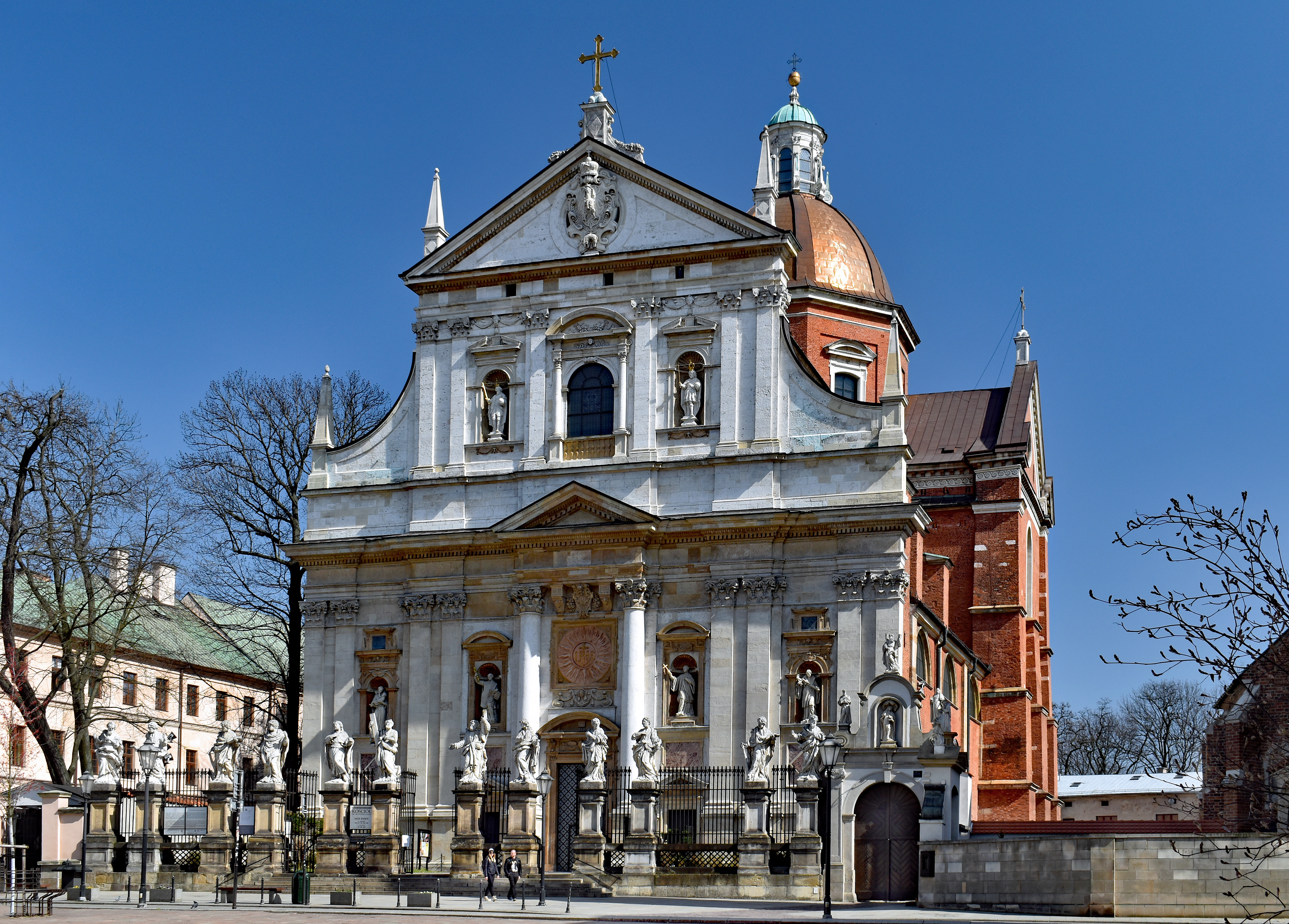
Église des Saints Apôtres Pierre et Paul
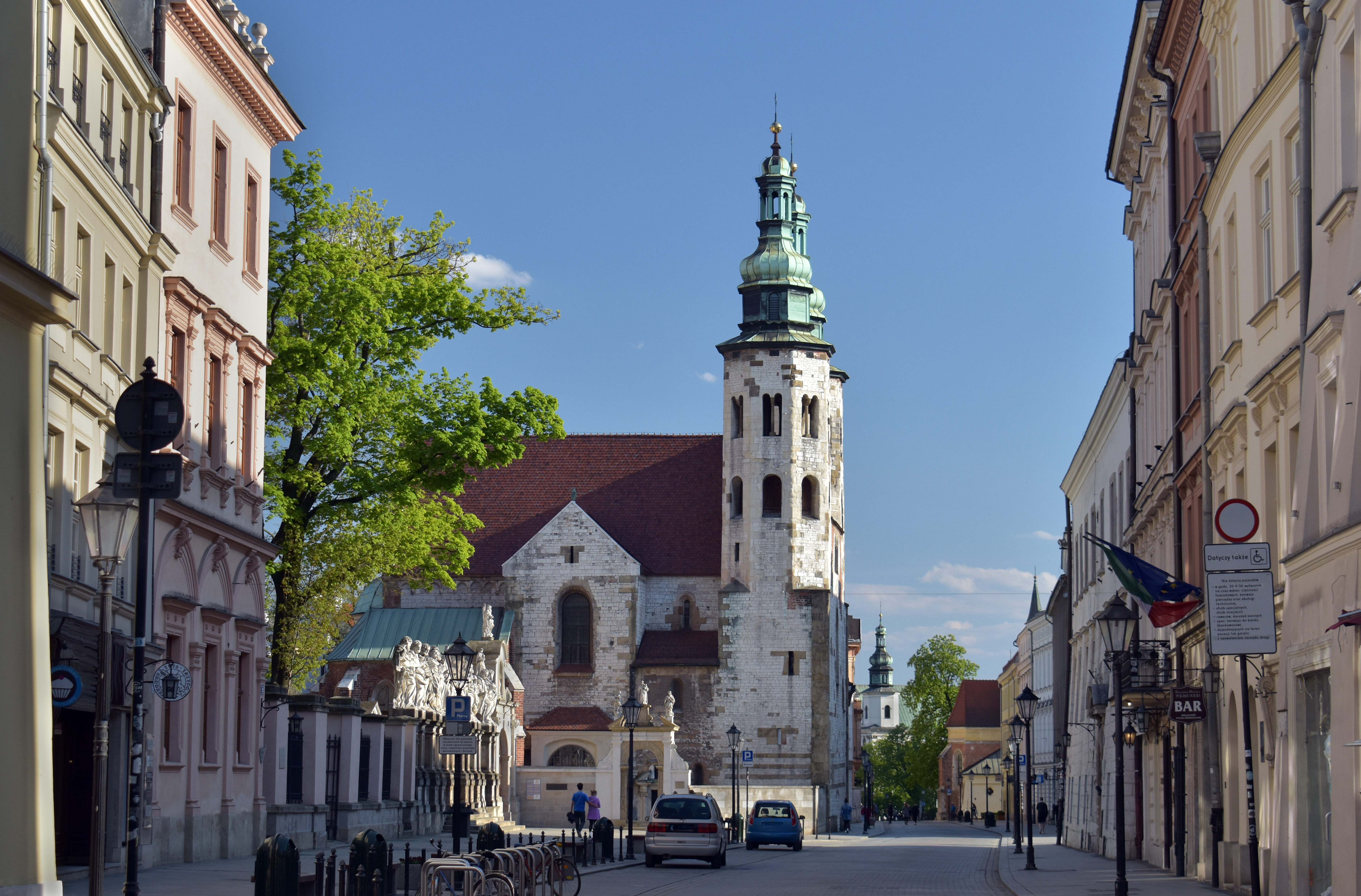
À gauche, les statues des apôtres devant l’église des Saints Apôtres Pierre et Paul et l’église Saint-André. La perspective est fermée par : à droite, l’église Saint-Idzi et en arrière-plan, l’église Saint-Bernardin.
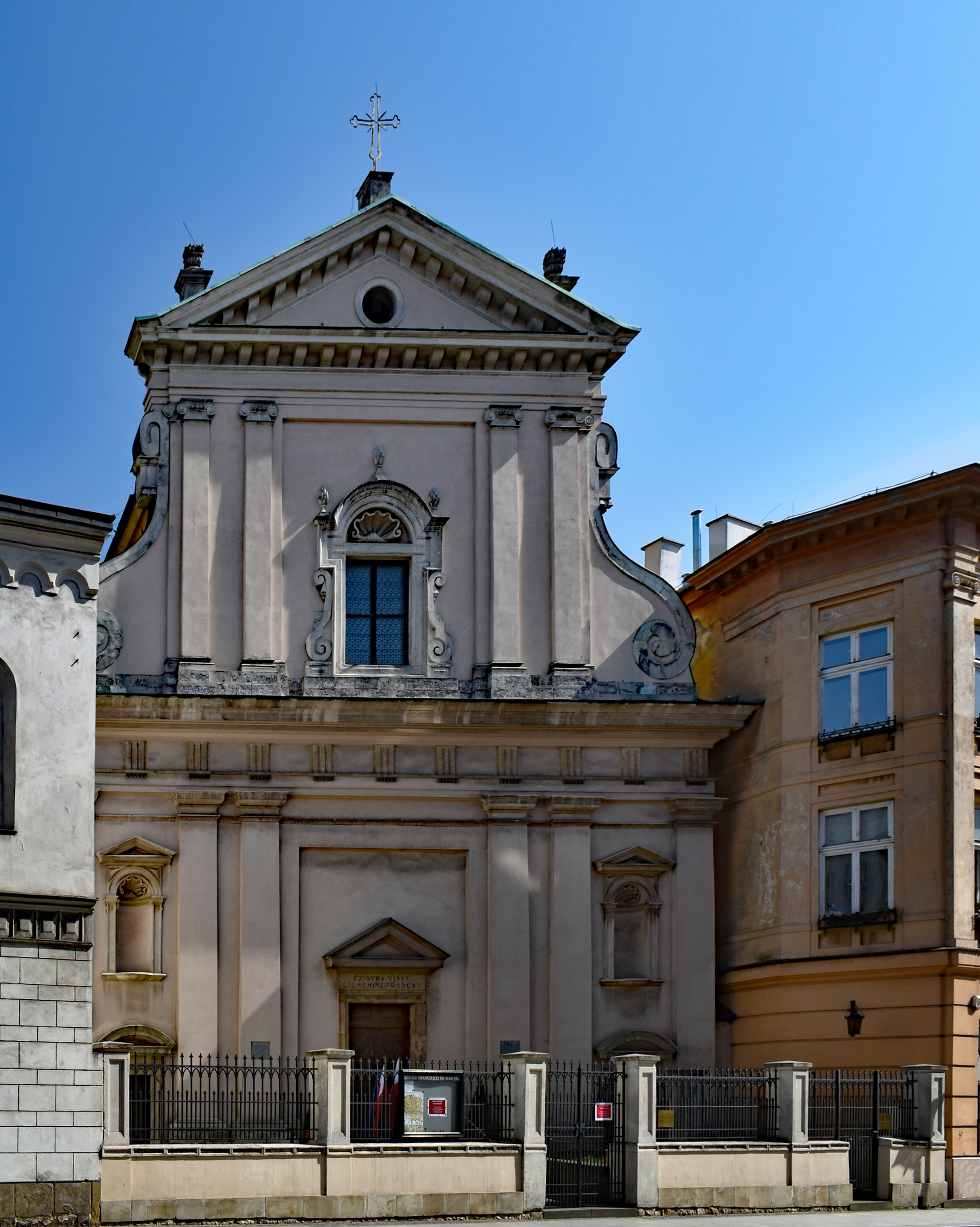
56 rue Grodzka, Église évangélique Saint-Martin
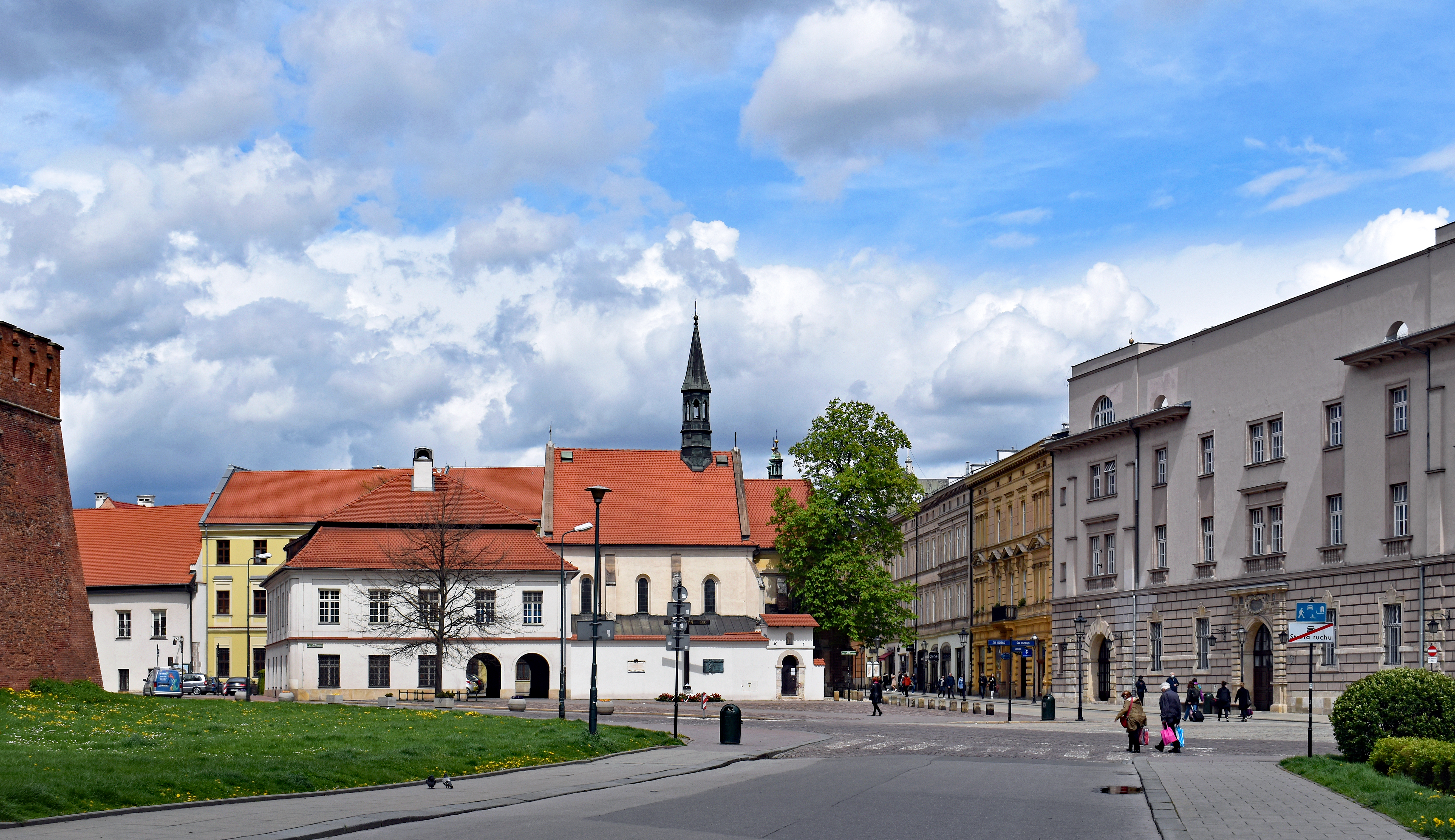
Église Saint-Idzi
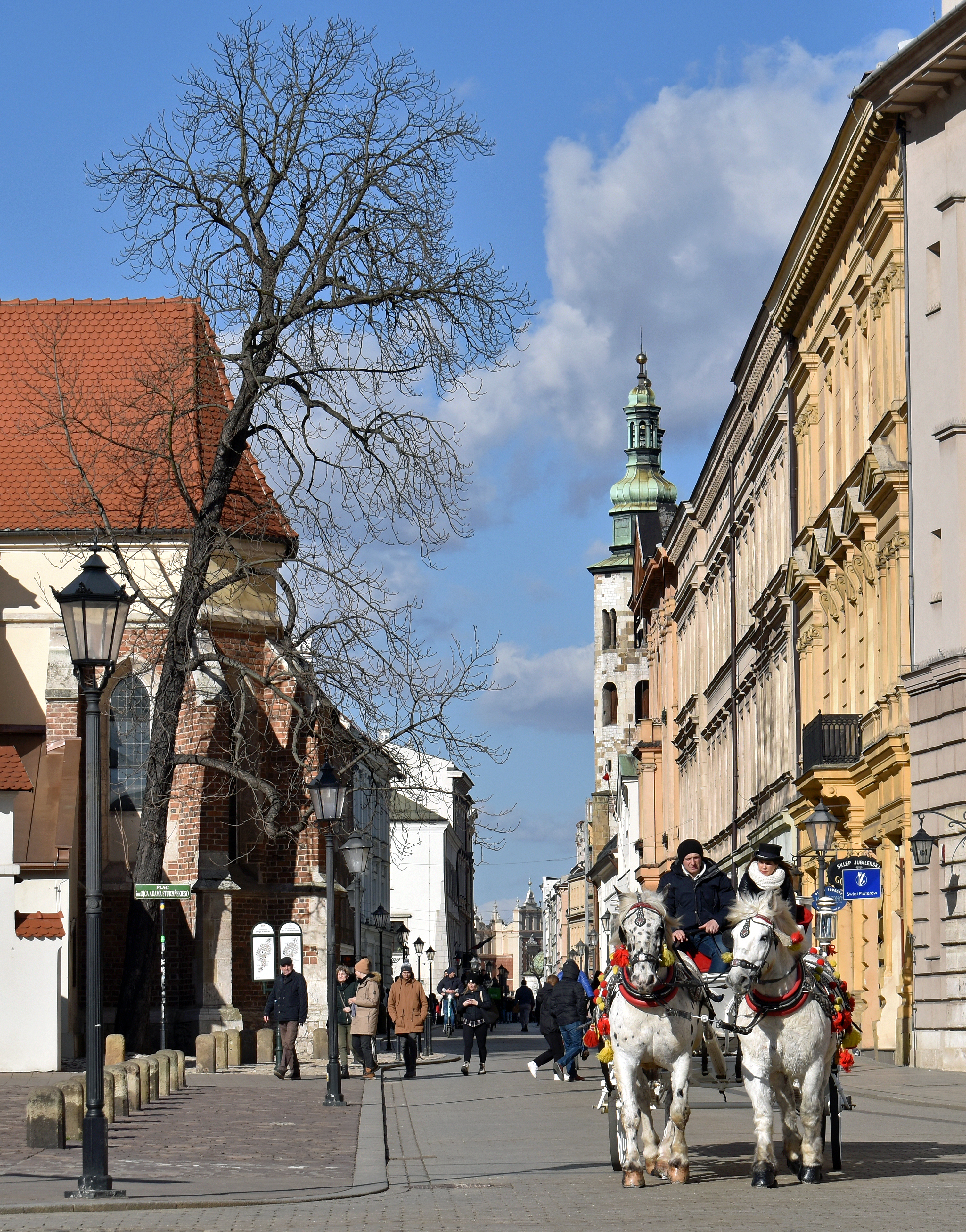
Vue vers le nord depuis la colline du Wawel.